# Liste der Straßen in Essen-Stadtwald

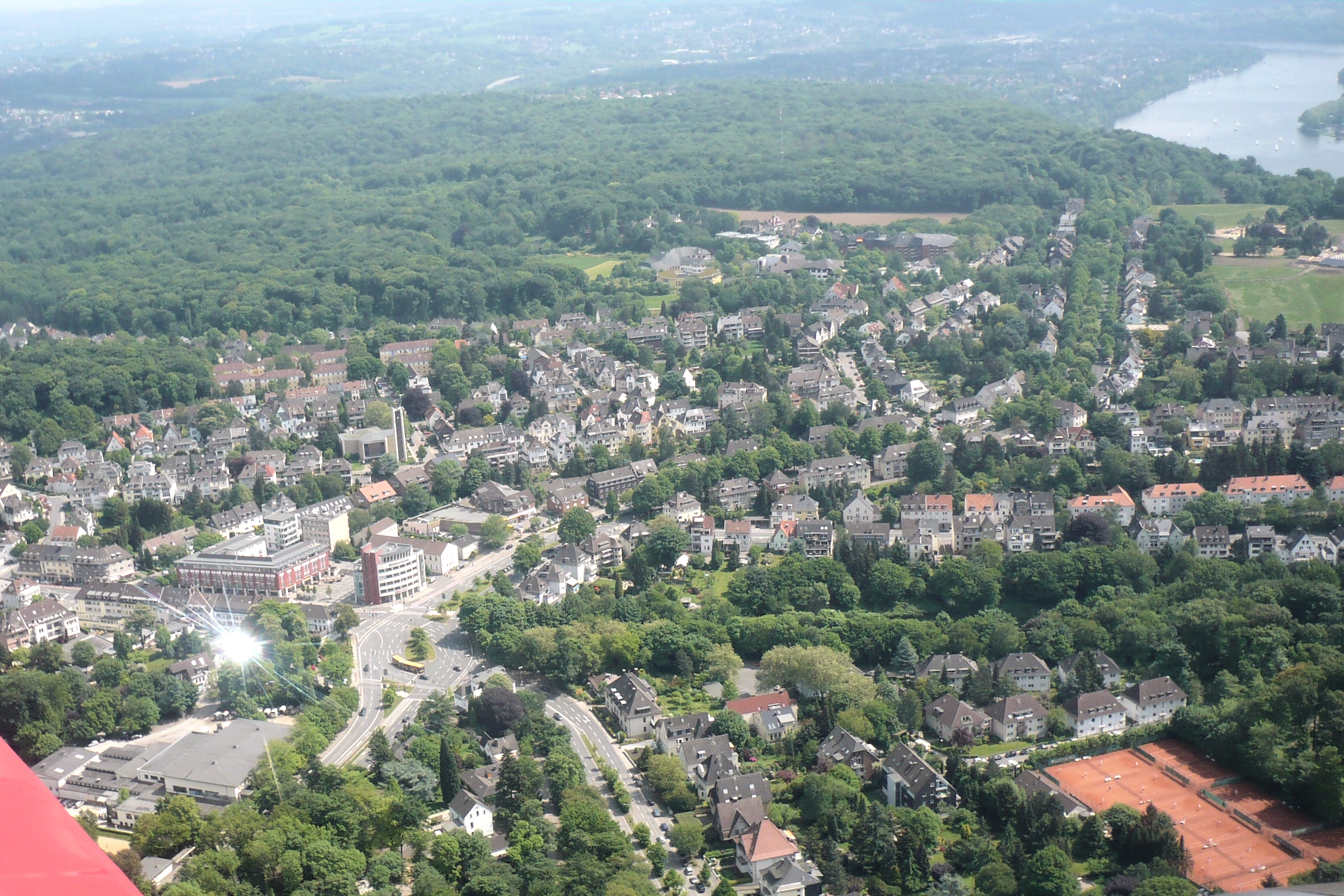
Stadtwald

Die Liste der Straßen in Essen-Stadtwald beschreibt das Straßensystem im Essener Stadtteil Stadtwald mit den entsprechenden historischen Bezügen.

## Einführung und Überblick
In Essen-Stadtwald leben heute 9741 Einwohner (30. September 2022) auf einer Fläche von 4,14 Quadratkilometern. Der Stadtteil gehört zu den Postleitzahlenbezirken 45133 und 45134.
Die Stadtteilgrenze von Stadtwald wird von Norden her im Uhrzeigersinn grob wie folgt gebildet:
 die Straße Im Walpurgistal zu Bergerhausen im Norden; im Osten zu Rellinghausen die Straße Am Glockenberg und weiter eine gerade Linie nach Süden über die Frankenstraße bis zur Straße Kuckucksrain, dann weiter dem Verlauf des Pilgrimsteigs und des Mattheywegs folgend; im Südwesten zu Heisingen südlich der Straße Renteilichtung durch den Schellenberger Wald; im Süden zu Bredeney ein Verlauf südlich der Heisinger Straße, die Lerchenstraße querend weiter durch den Stadtwald die Frankenstraße nach Norden querend weiter über die Wiedfeldtstraße; im Nordosten und Norden zu Rüttenscheid über die Heinrich-Held-Straße, die Bundesautobahn 52 und die Birkenstraße verlaufend.
Im Bereich der Frankenstraße und der Heisinger Straße gibt es die Straßennamengruppe der Vogelarten. Eine weitere Namensgruppe nach sogenannten kruppschen Beamten findet sich in der Krupp-Siedlung Altenhof II.
In Stadtwald gibt es 121 benannte Verkehrsflächen, darunter mit dem Stadtwaldplatz und dem Grünhof zwei Plätze.
 Davon befinden sich folgende Straßen nur teilweise im Stadtteil:
 Ägidiusstraße, Bohrmühlental, Bottlenberg, Frankenstraße, Heinrich-Held-Straße, Heisinger Straße, Im Walpurgistal, Kantorie, Kuckucksrain, Oberstraße, Renteilichtung, Riesweg, Wiedfeldtstraße, Wittekindstraße und Wittenbergstraße.
Durch den Stadtteil Stadtwald verlaufen
- die Bundesautobahn 52 als Teil der nördlichen Grenze zu Rüttenscheid
- die Landesstraße L441 von Rellinghausen auf der Frankenstraße nach Bredeney.

## Liste der Straßen
Die nachfolgende Tabelle gibt eine Übersicht über die Straßen und Wege im Stadtteil mit entsprechenden Informationen.
- Name: aktuelle Bezeichnung der Straße oder des Platzes.
- Länge/Maße in Metern:
 Die in der Übersicht enthaltenen Längenangaben sind gerundete Übersichtswerte, die in Google Earth mit dem dortigen Maßstab ermittelt wurden. Sie dienen Vergleichszwecken und werden, sofern amtliche Werte bekannt sind, ausgetauscht und gesondert gekennzeichnet.
 Bei Plätzen sind die Maße in der Form a × b angegeben.
 Der Zusatz (im Stadtteil) gibt an, dass die Länge die des Straßenabschnitts innerhalb von Huttrop ist, da die Straße in benachbarte Stadtteile weitergeführt wird.
 Der Zusatz (ohne Stichstraßen) gibt bei verzweigten Straßen die Länge der „Hauptstraße“ an.
- Herleitung: Ursprung oder Bezug des Namens
- Datum der Benennung: amtliche Erstbenennung
- Anmerkungen: zusätzliche Informationen
- Bild: Foto der Straße oder eines anliegenden Objekts

| Name                 | Länge/Maße (in Metern)   | Herleitung                                                   | Datum der Benennung | Bemerkungen | Bild                            |
| -------------------- | ------------------------ | ------------------------------------------------------------ | ------------------- | --- | ------------------------------- |
| Ägidiusstraße        | 420 (im Stadtteil)       | Heiliger Ägidius                                             | 4. Feb. 1904        | Die Ägidiusstraße führt nach Bredeney und endet dort als Sackgasse. |                                 |
| Ahornstraße          | 700                      | Ahorn, Laubbaum                                              | 16. Sep. 1910       | Die Ahornstraße hieß zuvor Bergisch-Märkische Straße. Sie zweigt nördlich der Frankenstraße und führt in nördlicher Richtung auf die Eschenstraße. | Ahornstraße, Zugang zum Bahnhof |
| Ahornzweig           | 60                       | Abzweig der Ahronstraße                                      | 3. Juni 1935        | Die Straße Ahornzweig zweigt westlich der Ahornstraße ab. |                                 |
| Am Dönhof            | 220                      | Dönhof, Hofname                                              | 11. Dez. 1931       | Don oder Dun soll niedrig- oder tiefgelegen heißen, so die amtliche Begründung zur Straßenbenennung von 1931. Laut der Honigmann’schen Karte von 1803 lag der Dönhof an der heutigen Amselstraße unmittelbar bei Blashof und Kellermann. Dabei ist eigentlich der Untereyhof gemeint, der an der Straße Hagelkreuz lag und dem Freiherrn von Schell gehörte. Die Straße Am Dönhof, die zuvor Eyhof hieß, verbindet die Straße Waldsaum mit der Angerstraße. |                                 |
| Am Glockenberg       | 490                      | Glockenturm der Rellinghauser Stiftskirche                   | 16. Sep. 1910       | Die Straße führt vom Rellinghauser Mühlenbachtal hinauf zur Stiftskirche St. Lambertus und erhielt in Bezug auf den Glockenturm ihren Namen. Die Straße am Glockenberg, die zuvor in Teilen die Namen Glockenbergstraße, Kurzestraße, Steinstraße trug und im Süden ein nördlicher Teil der Stiftstraße war, führt in westlicher Verlängerung der Straße St. Annental nach Süden und westlich um die Stiftskirche herum auf die Frankenstraße. Sie bildet fast im gesamten Verlauf die Stadtteilgrenze zu Rellinghausen. |                                 |
| Am Uhlenkrug         | 560 (ohne Stichstraßen)  | Uhlenkrug, benachbarte Gaststätte                            | 15. Apr. 1969       | Die benachbarte Gaststätte Uhlenkrug wurde 1912 auf der Solstätte des abgerissenen Wittenberghofs errichtet. Die Straße am Uhlenkrug, die zuvor Teil der Wittekindstraße war, zweigt östlich der Wittenbergstraße ab und führt in einem Bogen wieder auf diese zurück. | Uhlenkrugstadion                |
| Am Wiedenfeld        | 100                      | Widumfeld, Flurname                                          | 16. Dez. 1970       | Die Bezeichnung geht auf das Widumfeld zurück, wobei mit Widum oder Widem die Schenkung an eine Kirche gemeint war. Das Wiedenfeld lag im Bereich des 1677 errichteten Hagelkreuzes und gehörte zum Rellinghauser Pastorat. Die Straße Am Wiedenfeld, die zuvor Am Hang hieß, verbindet die Angerstraße mit der Frankenstraße. |                                 |
| Amselstraße          | 620                      | Amsel, Vogelart                                              | 16. Sep. 1910       | Die Amselstraße gehörte zum ursprünglichen Verlauf der Frankenstraße, bis diese vor 1875 mit geringerer Steigung in einem nördlichen Bogen drum herumgeführt wurde. Der gerade Straßenteil erhielt 1903 den Namen Kuhstraße, bevor er 1910 zur heutigen Amselstraße wurde. |                                 |
| Angerstraße          | 590                      | Anger, grasbewachsenes Land                                  | 9. Okt. 1914        | Unter Anger verstand man hier einen natürlichen Weideplatz mit kurzem Graswuchs, der sich vor der Errichtung der Eyhofsiedlung hier befand. Die Angerstraße verbindet die Ahornstraße mit dem östlichen Teil der Straße Waldsaum. |                                 |
| Ascherfeldweg        | 95                       | Adalbert Ascherfeld, sogenannter Kruppscher Beamter          | 21. Okt. 1938       | Adalbert Ascherfeld wurde am 28. Dezember 1811 in Essen geboren und war der Vetter des Industriellen Alfred Krupp. Ascherfeld war Leiter des Schmelzbaus in der Krupp-Gussstahlfabrik von 1845 bis 1868. Er starb am 30. Oktober 1881 in Wiesbaden. Der Ascherfeldweg liegt in der Kruppsiedlung Altenhof II. |                                 |
| Birkenstraße         | 380                      | Birke, Laubbaum                                              | 16. Sep. 1910       | Die zuvor Bachstraße genannte Birkenstraße zweigt östlich der Witteringstraße ab und bildet ab der Ulmenstraße eine Sackgasse. Die Birkenstraße bildet einen Teil der Stadtteilgrenze zu Rüttenscheid. |                                 |
| Bodelschwinghstraße  | 250                      | Friedrich von Bodelschwingh, Theologe                        | 16. Sep. 1910       | Die Bodelschwinghstraße, die zuvor in Teilen Kirchstraße, Kuckuckstraße und Ludgerusstraße hieß, verbindet die Straße Kuckucksrain mit der Oberstraße. |                                 |
| Bohrmühlental        | 240 (ohne Stichstraßen)  | Ehemalige Bohr- und Schleifmühle                             | 25. Feb. 1937       | An der Ecke Eschenstraße zur Straße Im Walpurgistak stand eine Bohr- und Schleifmühle. Gerhard Öfte und Christian Schlieper erhielten am 25. Juli 1619 die Erlaubnis, auf Grund und Boden der Rellinghauser Markgenossen eine Mühle mit Teich anzulegen. Für die Jahre 1655 und 1685 wird der Essener Bürger Dietrich Waterfohr als Mühlenbesitzer genannt. 1716 wird ein Herr Tevenar als Pächter erwähnt. 1801 lief die Pacht des Kaufmanns Ruland aus, danach sollte es keine weitere Verpachtung geben. Dennoch verpachtete er sie zunächst an einen gewissen Halbach und dann an einen Grillo. Dieser gewann einen Prozess gegen die Markgenossen und durfte die Mühle noch 14 Jahre nutzen. Toussaint Mureau erwarb sie am 16. Juli 1823 für 1525 Taler und baute sie in eine Kornmühle um, da die Büchsenmacherei in Essen inzwischen zum Erliegen kam. Der letzte Besitzer der Mühle war ein Herr Langhardt, der sie 1905 an die Stadt Essen verkaufte. Später wurde sie in ein Wohnhaus umgestaltet. Die Straße Bohrmühlental, die zuvor Kreuzstraße hieß und dann Teil der Willenbergstraße war, verbindet die Bussardstraße in nördlicher Richtung mit der Eschenstraße. |                                 |
| Bosselberg           | 210                      | Kleinzeche Bosselberg                                        | 5. Aug. 1936        | Die Kleinzeche Bosselberg lag im Bereich der Kluse und damit im Ursprung der Zeche Langenbrahm, deren Name bereits vor 1800 auftrat. Zudem gab es das Flöz Bosselbank, das im Jahr 1796 verliehen wurde. Die Straße Bosselberg zweigt nördlich der Straße Drosselanger ab und führt in einem Bogen wieder auf diese zurück. |                                 |
| Bottlenberg          | 280 (im Stadtteil)       | Bottlenberg (Adelsgeschlecht)                                | 9. Juli 1915        | Die Benennung erfolgte nach der Familie Bottlenberg gen. von Schirp auf Schloss Baldeney aus dem Adelsgeschlecht Bottlenberg. Die Straße, die zuvor Bottlenbergstraße hieß, Bottlenberg zweigt südwestlich der Heisinger Straße ab und führt weiter nach Bredeney. |                                 |
| Breidbachweg         | 85                       | Joseph Breidbach, sogenannter Kruppscher Beamter             | 14. Nov. 1935       | Joseph Breidbach wurde am 28. Mai 1831 in Kruft geboren. Er war Ingenieur und Ressortchef bei der Firma Krupp und starb am 17. Juni 1913 in Essen. Der Breidbachweg liegt in der Kruppsiedlung Altenhof II und trug daher mit mehreren anderen Straßenzügen dort den Namen Altenhof II. |                                 |
| Büttnerstraße        | 380                      | Paul Büttner, sogenannter Kruppscher Beamter                 | 14. Okt. 1935       | Paul Büttner wurde am 19. Juni 1875 in Gartz (Oder) geboren. Er wurde 1904 Assistent, 1908 Betriebsführer, 1915 Ressortchef, 1919 Abteilungsleiter bei der Lokomotiv- und Waggonbaufabrik Krupp und schließlich 1921 Prokurist der Friedrich Krupp AG. Am 6. Juni 1934 starb er in Essen. Die Büttnerstraße liegt in der Kruppsiedlung Altenhof II und trug daher mit mehreren anderen Straßenzügen dort den Namen Altenhof II. |                                 |
| Buschfeldweg         | 110                      | Wilhelm Buschfeld, sogenannter Kruppscher Beamter            | 21. Okt. 1938       | Wilhelm Buschfeld wurde am 21. Januar 1873 in Mönchengladbach geboren. Er war ab 1910 Direktor der Friedrich Krupp Germaniawerft in Kiel und ab 1923 Mitglied des Direktoriums der Friedrich Krupp AG. Er starb am 16. Oktober 1936 in Essen. Der Buschfeldweg liegt in der Kruppsiedlung Altenhof II. |                                 |
| Bussardweg           | 400                      | Bussard, Greifvogel                                          | 24. Apr. 1974       | Die Bussardstraße zweigt von der Straße Bohrmühlental in östlicher Richtung ab und endet in einer Sackgasse. |                                 |
| Corveystraße         | 100                      | Lehngut des Klosters Corvey                                  | 31. Mai 1930        | Nach Ansicht des Essener Stiftsarchivars Johannes Nikolaus Kindlinger (1749–1819) der Hof Vittinghoff, vor der Errichtung des Schlosses Schellenberg Wohnsitz der Familie Vittinghoff-Schell, bis ins 14. Jahrhundert ein Lehngut des Kloosters Corvey. Die Corveystraße ist eine südliche Stichstraße der Straße Sundernholz und liegt in der Nähe des einstigen Hauses Vittinghoff. |                                 |
| Drosselanger         | 230                      | Drossel, Vogelart                                            | 22. Dez. 1949       | Die Straße Drosselanger zweigt südöstlich der Heisinger Straße ab und bildet ab dem Abzweig der Straße Bosselberg die Stadtteilgrenze zu Bredeney. Sie geht schließlich in die Trappenbergstraße über. Bis 1949 war die Straße Drosselanger Teil der Drosselstraße. |                                 |
| Drosselstraße        | 330                      | Drossel, Vogelart                                            | 16. Sep. 1910       | Die Drosselstraße, die zuvor Hochstraße hieß, verbindet die Leveringstraße mit der Schellstraße. 1949 wurde die heutige Straße Drosselanger abgetrennt. |                                 |
| Druschelpfad         | 65                       | Johann Druschel, sogenannter Kruppscher Beamter              | 14. Okt. 1935       | Johann Druschel wurde am 14. November in Wallroth geboren und war Meister bei der Friedrich Krupp AG. Er starb am 14. Oktober 1907 in Essen. Der Druschelpfad liegt in der Kruppsiedlung Altenhof II und trug daher mit mehreren anderen Straßenzügen dort den Namen Altenhof II. |                                 |
| Eginhardhöhe         | 370                      | Eginhard, Name von Hofbesitzern                              | 5. Aug. 1936        | Um 950 n. Chr. waren ein gewisser Eginhard und seine Frau Rickilt erbberechtigte Besitzer des Oberhofes Ruoldinchus (Rellinghausen). Die Eginhardhöhe verbindet die Amselstraße mit der Oberstraße. |                                 |
| Eichenstraße         | 1040                     | Eiche, Laubbaum                                              | 16. Sep. 1910       | Die Eichenstraße, die zuvor Ringstraße hieß, bildet heute als Verlängerung der Büttnerstraße südlich der Bundesautobahn 52 auf einem kurzen Stück die Stadtteilgrenze zu Rüttenscheid. Sie liegt hier in der Kruppsiedlung Altenhof II und führt in südlicher Richtung westlich an der Sportanlage Schillerwiese vorbei zur Frankenstraße. Bis zum Bau der A52 in den 1970er Jahren führte die Eichenstraße nördlich der Büttnerstraße weiter nach Osten über den Verlauf der heutigen Autobahn auf die Wittekindstraße. |                                 |
| Eichhoffweg          | 160                      | Ernst Eichhoff, sogenannter Kruppscher Beamter               | 31. Okt. 1938       | Ernst Eichhoff wurde am 24. Mai 1820 in Andernach geboren und war von 1871 bis 1881 Prokurist der Friedrich Krupp AG. Als Schwager des Firmeninhabers Alfred Krupp unterstand ihm das sogenannte kaufmännische Departement. Er starb am 28. Oktober 1881 in Essen-Bredeney. Der Eichhoffweg liegt in der Kruppsiedlung Altenhof II. |                                 |
| Eiland               | 150                      | grünes Inselland, Lagebezeichnung                            | 1. Okt. 1920        | In der Begründung der Benennung heißt es: Eiland, soviel wie grünes Inselland, nach der Lage der Straße auf einem nach Norden hin sich erstreckenden inselartigen Vorsprung in der Eyhofsiedlung. Die Straße Eiland stellt eine kurze Verbindung im Bogen der Straße Waldsaum dar. |                                 |
| Erikapfad            | 170                      | Erika, Heidekraut                                            | 13. Sep. 1922       | Der Grund der Benennung liegt in der Lage des Erikapfads im Gebiet der einstigen Rellinghauser Heide. Der Erikapfad verbindet die Straßen Uhlenkruggarten und Am Uhlenkrug. |                                 |
| Eschenstraße         | 1170                     | Esche, Laubbaum                                              | 16. Sep. 1910       | Die Eschenstraße, die zuvor Markenstraße hieß, führt von der Straße Am Uhlenkrug in nordwestlicher Richtung bis Straße Im Walpurgistal. |                                 |
| Fasanenstraße        | 480                      | Fasan, Vogelart                                              | 16. Sep. 1910       | Die Fasanenstraße, die zuvor Hallohstraße hieß, verbindet den Riesweg mit der Straße Eginhardhöhe. |                                 |
| Finkenhof            | 180                      | Finken, Vogelart                                             | 27. Feb. 1928       | Die Straße Finkenhof zweigt südwestliche der Schellstraße und führt in einem Bogen wieder auf diese zurück. |                                 |
| Forsthausstraße      | 1050 (ohne Stichstraßen) | Forsthaus, Lagebezeichnung                                   | 4. Feb. 1903        | Zur Zeit der Benennung führte die Straße zum Forsthaus der Vittinghoff-Schellschen Rentei. Heute verbindet die Forsthausstraße die Frankenstraße in südlicher Richtung mit der Straße Renteilichtung. |                                 |
| Frankenstraße        | 3600 (im Stadtteil)      | Stammesgrenze zwischen Franken und Sachsen                   | 16. Sep. 1910       | Die Bauerschaft Rüttenscheid wurde durch die Essener Zehntgrenze, die marca Francorum et Saxonum, die Stammesgrenze der Franken und Sachsen von den Honnschaften Bredeney, Haarzopf und Fulerum geschieden. So führte die Straße nach Westen ins ehemalige Frankenland und stellte erstmals eine solche Verbindung her. Ein genauer Grenzverlauf ist nicht belegt. Nachdem die Straße bis 1910 in ihrem östlichen Verlauf in Rellinghausen und Stadtwald Steeler Straße hieß, wurde sie in ihrem westlichen Teil in Bredeney bis 1915 Rellinghauser Straße genannt. 1969 benannte die Stadt Essen die Frankenstraße nach den bedeutenden Politikern der Nachkriegsjahre in Rellinghausen in Kurt-Schumacher-Straße und im westlichen Teil in Konrad-Adenauer-Straße um. Es folgten Proteste der Bevölkerung in Form einer Unterschriftensammlung und Aktionen des Bürgerbündnisses. Nach einigen Wochen lenkte die Stadt ein und die Straße erhielt auf ganzer Länge ihren Namen Frankenstraße zurück. Die Frankenstraße teilt den Stadtteil Stadtwald in Ost-West-Richtung zwischen den Nachbarstadtteilen Bredeney und Rellinghausen. Sie ist Teil der Landesstraße L441. | Frankenstraße                   |
| Gantesweiler         | 120                      | Karl Gantesweiler, sogenannter Kruppscher Beamter            | 14. Okt. 1935       | Karl Gantesweiler wurde am 16. Juli 1809 in Düsseldorf geboren und war Prokurist der Friedrich Krupp AG. Er starb am 21. November 1855 in Essen. Die Stichstraße Gantesweiler liegt in der Kruppsiedlung Altenhof II und trug daher mit mehreren anderen Straßenzügen dort den Namen Altenhof II. |                                 |
| Geitlingstraße       | 210                      | ehemalige Zeche Geitling am Wittenberge                      | um 1899             | Auch ein Steinkoohlenflöz trägt den Namen Geitling. Die Geitlingstraße verbindet die Drosselstraße mit der Goldfinkstraße. |                                 |
| Girondellenstraße    | 340                      | Girondelle, Name eines Steinkohlenflözes                     | 4. Feb. 1903        | Der Flurname Gyrendelle oder Gierendelle existierte vor 1780, also vor Betriebsbeginn der Zeche Gierendeller Siepen, die auch unter den Namen Zeche Gyrendeller Siepen, Zeche Girendeller Siepen oder Zeche Girondeller Siepen bekannt war. Die Girondellenstraße verbindet die Straße Heidehang mit der Geitlingstraße. |                                 |
| Goldammerweg         | 130                      | Goldammer, Vogelart                                          | 5. Aug. 1936        | Der Goldammerweg verbindet den Fasanenweg in südlicher Richtung mit der Oberstraße. |                                 |
| Goldfinkstraße       | 440                      | Goldfink, Vogelart; zuvor Steinkohlenflöz                    | 4. Feb. 1903        | Wie die benachbarte Geitling- und die Girondellenstraße wurde zur Zeit der Bürgermeisterei Rellinghausen auch die Goldfinkstraße nach einem Steinkohleflöz benannt. Nach der Eingemeindung zur Stadt Essen wurden umliegende Straßen nach Vogelarten benannt, ob bewusst oder aus Unkenntnis des Zusammenhangs ist nicht mehr belegbar. Die Goldfinkstraße verbindet die Straße Heidehang mit der Schellstraße. |                                 |
| Grevendieck          | 230                      | Grevendieck, Hofname                                         | 5. Aug. 1936        | Namensgebend ist ein alter Stiftshof, der laut der Karte des Oberförsters Pasbach an der Ecke Amselstraße/Forsthausstraße lag. Der Kötter und Schreiner Grevendieck wird 1795 genannt, wobei Grundherr der Freiherr von Schell ist. In der Mutterrolle von 1866 wird der Eigentümer Ludger Wilhelm Graevendyck erwähnt. 1881 ging der Kotten auf den Rendanten Überfeld in Rellinghausen über. 1889 wurde der Bäckermeister Johann Hülsmann Eigentümer. Die Straße Grevendieck verbindet den Fasanenweg in südlicher Richtung mit der Oberstraße. |                                 |
| Grünhof              | 120 × 22                 | grüner Platz in der Siedlung Eyhof                           | 1. Okt. 1920        | Der Grünhof ist in seiner räumlich-künstlerischen Fassung als reiner Architektuplatz aufgefasst. Er besteht aus Rasenflächen und Baumpflanzungen. Der Grünhof liegt in der Siedlung Eyhof zwischen den Straßen Eiland und Hagelkreuz. |                                 |
| Habichtstraße        | 540                      | Habicht, Vogelart                                            | 16. Sep. 1910       | Die Habichtstraße, die zuvor Friedrichstraße hieß, verbindet die Frankenstraße in nördlicher Richtung mit der Bussardstraße. Am 24. April 1974 wurde sie um eine Stichstraße nördlich der Bussardstraße verlängert. |                                 |
| Hagelkreuz           | 310                      | Hagelkreuz, Lagebezeichnung                                  | 1. Okt. 1920        | Vom Hagelkreuz zum Unter-Eyhof führte ein alter Weg, der im Zuge der heutigen Straße Hagelkreuz verlief. Dieser Weg wurde jedes Jahr in der Bittwoche für die Hagelprozession genutzt, die Hagelschaden von den Feldern abwenden sollte. Das Hagelkreuz selbst stand ungefähr an der Ecke der Straßen Waldsaum und Hagelkreuz und wurde 1667 vom Rellinghauser Pastor Hesselmann errichtet. Die Straße Hagelkreuz stellt eine Verbindung im Bogen der Straße Waldsaum dar. |                                 |
| Hans-Niemeyer-Straße | 240                      | Hans Niemeyer, Justizrat, Musikmäzen                         | 31. Mai 1930        | Hans Niemeyer wurde am 9. Juni 1834 als Sohn eines Arztes in Magdeburg geboren. Er betätigte sich als Rechtsanwalt und Notar und war Justizrat. Zudem erwarb er sich große Verdienste bei der Förderung des Essener Musiklebens. Er starb am 17. Dezember 1917 in Essen. Seine Söhne waren der Maler und Architekt Adelbert Niemeyer, der Völkerrechtler Theodor Niemeyer und der Justizrat und Kunstmäzen Victor Niemeyer. Die Hans-Niemeyer-Straße liegt in der Krupp-Siedlung Altenhof II. |                                 |
| Heidehang            | 410                      | Gemarkung Heide                                              | 6. Juli 1929        | Die Benennung der Straße erfolgte aufgrund ihrer Lage in der Gemarkung Heide und der dortigen Geländebeschaffenheit. Die Straße Heidehang, die zuvor die Namen Kellermannweg und Wachtelweg trug, verbindet in einem südlichen Bogen die Amselstraße mit der Frankenstraße. |                                 |
| Heinrich-Held-Straße | 280 (im Stadtteil)       | Heinrich Held, evangelischer Theologe                        | 27. Apr. 1989       | Die Heinrich-Held-Straße zweigt nordöstlich der Wiedfeldtstraße ab und endet in mehreren Stichstraßen. Sie bildet im westlichen Teil die Stadtteilgrenze zu Rüttenscheid und verläuft dann dort weiter. |                                 |
| Heisinger Straße     | 1340 (im Stadtteil)      | ehemalige Gemeinde Heisingen                                 | 27. Feb. 1928       | Die in Stadtwald 1928 neu angelegte Heisinger Straße führt vom Stadtwaldplatz in südöstlicher Richtung in den Nachbarstadtteil Heisingen, wo sie auf die seit etwa 1913 vorhandene Bredeneyer Straße trifft, die dort in diesem Zug zur Heisinger Straße umbenannt wurde. |                                 |
| Im Walpurgistal      | 1330 (im Stadtteil)      | Walburga oder Walpurgis, weiblicher Vorname                  | 16. März 1979       | Die Straße Im Walpurgistal war zuvor Teil der Walpurgisstraße, die durch den Bau der Bundesautobahn 52 unterbrochen wurde. So heißt der Rüttenscheider Teil bis heute Walpurgisstraße. Es gibt nur noch eine fußläufige Verbindung dorthin. Die Straße Im Walpurgistal beginnt an der Autobahn und bildet in ihrem westlichen Verlauf die Grenze zum Nachbarstadtteil Bergerhausen und führt westlich weiter in Rellinghausen. |                                 |
| Jüngstallee          | 320                      | Carl Jüngst, sogenannter Kruppscher Beamter                  | 14. Okt. 1935       | Carl Jüngst wurde am 25. August 1872 in Gleiwitz geboren. Er war Bergassessor auf Zeche Hannibal und Zeche Hannover. 1901 trat er in die Firma Krupp ein, wurde 1906 Assistent, 1913 Prokurist und 1923 stellvertretendes Mitglied des Direktoriums der Friedrich Krupp AG. Die Jüngstalle liegt in der Kruppsiedlung Altenhof II und trug daher mit mehreren anderen Straßenzügen dort den Namen Altenhof II. |                                 |
| Kantorie             | 580 (im Stadtteil)       | Kantorie, Flurname                                           | 12. Nov. 1934       | Im sogenannten Kordenbuch wird 1821 die Cantorei genannt. Dem jeweiligen Kantor oder Küster von Rellinghausen standen die Einnahmen dieses Stückes Land zu. Später wurde es gegen Schellsches Gelände am Rellinghauser Mühlenbach ausgetauscht. Die Straße Kantorie führt in einem südlichen Bogen von der Straße Renteilichtung in östlicher Richtung nach Rellinghausen. |                                 |
| Kellermanns Busch    | 250                      | Wäldchen am Hof Kellermann                                   | 6. Juli 1929        | Zum Hof Kellermann gehörte ein Buchenwäldchen, Busch genannt. Der Hof wird im Pachtbuch des Stifts Werden aus den Jahren 1589/1590 upm Keller der hoff by Rellinckhusen genannt. Ursprünglich zum Haus Schellenberg gehörig wurde er 1454 vom Capitel zu Rellinghausen angekauft. Im Jahr 1975 wird das Pachtguth Kellermann und das Capitel Rellinghausen als Eigentümer erwähnt. Gegenüber der preußischen Domänenverwaltung machte Anton Kellermann 1824 ein erbliches Nutzungsrecht geltend. Seine Ansprüche konnten er nicht durchsetzen. So übernahm er mit seiner Ehefrau Gertrud geborene Vöcklinghaus den etwa 68 Morgen großen Hof in Erbpacht. Johann Springob gen. Kellermann löste 1854 den Erbpachtskanon ab und wurde damit uneingeschränkter Eigentümer. Die Straße Kellermanns Busch verbindet die Straße heidehang mit der Leverinstraße. |                                 |
| Kleppes Feld         | 140                      | Kleppe, Lagebezeichnung                                      | 13. Okt. 1994       | Ein Dahinsiechender, der Kleppe oder Lepros (Lepra-Kranke) bewohnte allein die Kleppe oder das Leprosenhäuschen. Er machte mit einer Warnklapper auf die Lepra aufmerksam. Es gibt auch den Flurnamen Klepperstrünk im Bereich der Zeche Langenbrahm und dem Kruppschen Waldpark, wobei Strünk mit wohl ein Gesträuch gemeint war. 1837 kam es zur Verpachtung des Klepperkottens, genannt die Oberkleppe, aus der Essendischen Heide an Hermann Kleppe. Die Straße Kleppes Feld führt in einem nördlichen Bogen von der Amselstraße wieder auf diese zurück. |                                 |
| Kuckucksrain         | 250 (im Stadtteil)       | Name erfunden in Anlehnung der Lage der Straße               | 18. Okt. 1921       | Die Straße Kuckucksrain führt von der Forsthausstraße in östlicher Richtung weiter nach Rellinghausen. |                                 |
| Lerchenstraße        | 400                      | Lerche, Vogelart                                             | 16. Sep. 1910       | Die Lerchenstraße, die zuvor Hügelstraße hieß, führt vom Stadtwaldplatz in südwestlicher Richtung nach Bredeney. |                                 |
| Leveringstraße       | 440                      | Levering, Hofname                                            | 4. Feb. 1903        | Der Leveringhof war ein Leibgewinngut des Damenkapitels Rellinghausen. Die erste Erwähnung stammt aus dem Jahr 1378, als Eberhard v.d. Leiten mit Willen seiner Frau Jutta das Gut op den Lewerke bei Rellinghausen an Hugo von der Horst verkauft, der es am gleichen Tag mit der aufsitzenden Familie an das Kapitel in Rellinghausen weiterverkauft. Die Eheleute Johan auf der Levering und seine Frau Grieten erhielten 1632 Leibgewinn an dem Hof. Der letzte Gewinnbrief von 1803 lautet auf Theodor Levering und dessen Frau Agnes Kirchmann. Die Domänenverwaltung erkannte aufgrund dessen, dass die Familie Levering den Hof über 200 Jahre besessen hatte, ein erbliches Besitzrecht an, dem der preußische Finanzminister am 22. Januar 1834 zustimmte. Der sich jetzt Johann Leverich nennende Besitzer löste am 24. November 1853 die auf dem Hof ruhenden fiskalischen Lasten ab und wurde uneingeschränkter Eigentümer. Die Leveringstraße verbindet die Straße Rüstermark in westlicher Richtung mit der Frankenstraße. |                                 |
| Mattheyweg           | 120                      | Joseph Matthey, Landgeometer des Stifts Essen                | 12. Nov. 1934       | Joseph Matthey wurde am 17. April 1763 in Wesel geboren. Er war Landgeometer des Essener Stifts und Rentmeister des Freiherrn von Schell. In dieser Eigenschaft leitete er um 1817 die Schellenberger Glashütte. Er starb am 31. Juli 1835 in Rellinghausen. Der Mattheyweg verbindet die Straße Kantorie mit der Straße Renteilichtung. |                                 |
| Max-Dregener-Weg     | 100                      | Max Dregener, sogenannter Kruppscher Beamter                 | 21. Okt. 1938       | Max Dreger wurde am 30. Mai 1852 in Neuwedell geboren. Er war Oberingenieur, Konstruktionsdirektor und Major. Zwischen 1910 und 1915 war er Generalvertreter der Firma Krupp in Berlin. Dort starb er am 12. September 1927. Der Max-Dregener-Weg liegt in der Kruppsiedlung Altenhof II. |                                 |
| Oberstraße           | 670 (im Stadtteil)       | Lage im oberen Teil Rellinghausens                           | 4. Feb. 1903        | Einst gab es im Nachbarstadtteil Rellinghausen eine Unterstraße, heute Ardeystraße, die im oberen Teil Oberstraße genannt und am 16. September 1910 im weiteren Verlauf in Stadtwald verlängert wurde. Der heutige Verlauf der Oberstraße beginnt in Rellinghausen und führt in westlicher Richtung in Stadtwald auf den Riesweg. |                                 |
| Otto-Schnabel-Weg    | 240                      | Otto Schnabel, sogenannter Kruppscher Beamter                | 14. Okt. 1935       | Otto Schnabel wurde am 17. April 1846 in Siegen geboren. 1869 wurde er Kontorist der Firma Krupp, 1893 Prokurist und schließlich von 1899 bis 1912 stellvertretender Direktor. Er starb am 28. Oktober 1918 in Essen. Der Otto-Schnabel-Weg liegt in der Kruppsiedlung Altenhof II und trug daher mit mehreren anderen Straßenzügen dort den Namen Altenhof II. |                                 |
| Pilgrimsteig         | 440                      | Pilgrim von der Leiten, Erbdrost des Stifts Essen            | 17. Sep. 1924       | Pilgrim von der Leiten war von 1413 bis 1440 Erbdrost des Stifts Essen und wohnte auf Schloss Schellenberg. Die von der Leiten oder von Leytene waren ein altessendisches Ministerialengeschlecht, das vermutlich vom Haus Leite bei Kray abstammte. Leithe heißt dort heute ein Essener Stadtteil. Der Pilgrimsteig führt von der Straße Renteilichtung in nördlicher Richtung nach Rellinghausen, wobei sie auf ganzer Länge die Grenze dorthin bildet. |                                 |
| Pirolstraße          | 130                      | Pirol, Vogelart                                              | 10. Feb. 1931       | Die Pirolstraße ist eine Stichstraße der Zeisigstraße südwestlich des Stadtwaldplatzes. |                                 |
| Platanenweg          | 150                      | Platane, Laubbaum                                            | 25. Feb. 1970       | Der Platanenweg, der zuvor westlicher Teil der Markenstraße und infolge dann der Eschenstraße war, verbindet die Eichenstraße mit der Wittenbergstraße. |                                 |
| Renteilichtung       | 1190 (im Stadtteil)      | Lichtung nahe dem Renteigebäude                              | 12. Nov. 1934       | Im Schellenberger Wald bildet die Straße eine Lichtung und führt am Renteigebäude des Freiherrn von Vittinghoff (gen. Schell) vorbei. Die Straße Renteilichtung führt von der Vittinhoffstraße in nordöstlicher Richtung und ab dem Abzweig des Mattheywegs weiter nach Rellinghausen. |                                 |
| Riesweg              | 810 (im Stadtteil)       | Riesweg, Forstgrundstück                                     | 4. Feb. 1903        | Die ursprüngliche Schreibweise war Reisweg. Aus dem Jahr 1827 stammt folgende Bekanntmachung: Am Sonnabend, dem 15. Sept. d. J. vormittags um 10:00 Uhr, soll zu Essen im Geschäftslokale des Rentamtes der in der Gemarkung Heide, Bürgermeisterei Steele, gelegene 31 Morgen, 31 Ruthen, 70 Fuß große domaniale Forstort, der Reisweg genannt, vor dem königlichen Rentmeister Herrn Keller öffentlich, und zwar alternative: a) zum freien Ankauf, b) zum Verkauf mit Vorbehalt einer Rente ausgestellt werden. Der Riesweg zweigt von der Straße Sundernholz ab und führt in nordöstlicher Richtung weiter nach Rellinghausen. |                                 |
| Rüstermark           | 460                      | Rüstermark, Name einer Gemarkung                             | 12. Nov. 1934       | 1460 wird in einer Urkunde dem Dendelershove (Dandermann) ein Recht in der Ryster Mark verbrieft. Die Straße Rüstermark, die zuvor Teil der Hochstraße und infolge der Drosselstraße war, verbindet den Drosselweg mit der Straße Heidehang. |                                 |
| Schellstraße         | 520                      | Schell, Familienname                                         | 16. Sep. 1910       | Mitglieder der alten Familie Vietinghoff-Schell waren auf Schloss Schellenberg Erbdrosten des Stiftes Essen. Nachdem Friedrich von Vittinghoff 1909 seinen Sitz an den Niederrhein verlegte hatte, verpachtete er das Schloss an den katholischen Fürsorgeverein, der darin ein Kinderheim einrichtete. Die Schellstraße, die zuvor Isenbergstraße hieß, verbindet die Vittinghoffstraße mit der Heisinger Straße. |                                 |
| Schwarze-Lenen-Weg   | 730                      | Schwarze Lene, Kosename einer Wirtin                         | 18. Feb. 1959       | Anna Magdalena Bramkamp geb. Plückthun (*14. Oktober 1777 in Bredeney; † 17. Mai 1857 ebenda) war die Wirtin einer Sommerwirtschaft, die vom Trampelklub besucht wurde. Dieser Klub war ein Essener Honoratioren-Wanderverein, in dem unter anderem Alfred Krupp und Adolf Knaudt Mitglied waren. Den Kosenamen Schwarze Lene erhielt die Wirtin wegen ihrer schwarzen Haare. Der Schwarze-Lenen-Weg, der zuvor Schwarze-Lenen-Straße hieß, führt von der Vittinghoffstraße in südwestlicher Richtung auf die Heisinger Straße und von dieser als Stichstraße weiter in südlicher Richtung. |                                 |
| Sperberstraße        | 510                      | Sperber, Vogelart                                            | 10. Sep. 1910       | Die Sperberstraße ist eine Stichstraße der Eschenstraße im Walpurgistal. |                                 |
| Stadtwaldplatz       | 85 × 70                  | Platz im gleichnamigen Stadtteil                             | 15. Juli 1957       | Der Stadtwaldplatz ist der zentrale Platz im ehemaligen Stadtbezirk und heutogem Stadtteil, der identisch mit der Gemarkung Heide ist. In den Stadtwaldplatz münden von Süden die Heisinger- und von Norden die Wittenbergstraße. In Ost-West-Richtung wird er von der Frankenstraße als Landesstraße L441 gequert. | Stadtwaldplatz                  |
| Stadtwaldwende       | 310                      | Gemeinde und heutiger Stadtteil Stadtwald                    | 14. Aug. 1933       | Die Straße Stadtwaldwende ist eine südwestliche Stichstraße der Ahornstraße. |                                 |
| Stiftbusch           | 130                      | Stiftbusch, Name eines Waldes                                | 25. Feb. 1937       | Das Waldgebiet mit dem Namen Stiftbusch wurde um 1820 gerodet. Die Straße Stiftbusch ist eine südliche Stichstraße der Straße Stiftmühlenbrink. |                                 |
| Stiftmühlenbrink     | 420                      | Stiftsmühle am Rellinghauser Mühlenbach                      | 25. Feb. 1937       | Die ehemalige Stiftsmühle am Rellinghauser Mühlenbach war die Mühle der Rellinghauser Damenstifts. Der Zusatz Brink bedeutet Grashang, womit die Lage der Mühle am Hang des Rellinghauser Mühlenbachs gemeint ist. Sie wurde 1411 erstmals erwähnt. Gert in der Molen wurde 1435 mit der Mühle belehnt. 1507 folgte Jörgen Overmann und eine unbenannte binnen Jahresfrist zu benennende Hand. Jörgens Witwe erwirkte 1576 von der nunmehr für die Belehnung zuständigen Essener Äbtissin, dass eines ihrer Kinder mit einer binnen sechs Jahren zu benennenden Hand mit der Mühle belehnt wurde. 1763 erhielt sie Johan Wilhelm Möller als Lehen. Bis Anfang des 20. Jahrhunderts war die Mühle in Betrieb. Da der Bach und Mühlenweiher durch Einleitung von Abwässern verschlammten, wurde der Betrieb eingestellt. Durch Beschluss der Essener Stadtverordnetenversammlung kaufte die Stadt Essen das Mühlengrundstück am 26. Januar 1906 für 292.000 Mark von Arnold Müller. Die Straße Stiftmühlenbrink, die zuvor Klosterstraße und Geierstraße hieß, verbindet die Straße Am Glockenberg in westlicher Richtung mit der Habichtstraße. |                                 |
| Stiftstraße          | 50                       | Rellinghauser Damenstift                                     | 4. Feb. 1904        | Die Stiftstraße verbindet die Oberstraße mit der Frankenstraße. |                                 |
| Strouxpfad           | 65                       | Theodor Stroux, sogenannter Kruppscher Beamter               | 14. Okt. 1935       | Theodor Stroux wurde am 7. April 1840 in Essen geboren. Von 1859 bis 1909 war er Konstrukteur bei der Firma Krupp. Er starb am 5. März 1916 in Essen. Der Strouxpfad liegt in der Kruppsiedlung Altenhof II und trug daher mit mehreren anderen Straßenzügen dort den Namen Altenhof II. |                                 |
| Sundernholz          | 690                      | Sundern, Teil einer Waldung                                  | 6. Juli 1929        | In der ehemaligen Rüstermark lag der sogenannte Sundern, ein abgetrennter und abgesonderter Teil der Waldung innerhalb der Mark. Die Straße Sundernholz verbindet die Amselstraße in einem südöstlichen Bogen mit der Drosselstraße. |                                 |
| Trappenbergstraße    | 330                      | Trappenberg, Flurname                                        | 4. Feb. 1903        | Die Trappenbergstraße zweigt südwestlich der Heisinger Straße ab und geht in die Straße Drosselanger über. |                                 |
| Uhlenkruggarten      | 160                      | benachbarter Garten der Gaststätte Uhlenkrug                 | 13. Sep. 1922       | Die Straße Uhlenkruggarten ist eine südliche Stichstraße der Straße Am Uhlenkrug. |                                 |
| Ulmengarten          | 160                      | Anlehnung an den Ulmenhof                                    | 22. Sep. 1971       | Die Straße Ulmengarten zweigt südlich der Straße Ulmenhof ab und führt wieder auf diese zurück. Siehe auch Ulmenhof. |                                 |
| Ulmenhang            | 50                       | Anlehnung an den Ulmenhof                                    | 22. Sep. 1971       | Die Straße Ulmenhang verbindet die Straße Ulmengarten mit der Ulmenstraße. Siehe auch Ulmenhof. |                                 |
| Ulmenhof             | 210 (ohne Stichstraßen)  | Ulmenhof, Zechenkolonie                                      | 26. Jan. 1912       | Der nach der Lage an der Ulmenstraße benannte Ulmenhof war im Ursprung eine Zechenkolonie der Zeche Langenbrahm, wobei Ulmenhof eine Sammelbezeichnung für alle Straßen der Siedlung war. Wegen Unzweckmäßigkeit erhielten die Straßen 1971 die Einzelnamen Ulmengarten, Ulmenhang und Ulmenhof. Die Straße Ulmenhof verbindet die Ulmenstraße mit der Birkenstraße. |                                 |
| Ulmenstraße          | 340                      | Ulme, Laubbaum                                               | 16. Sep. 1910       | Die Ulmenstraße zweigt südöstlich der Birkenstraße ab und endet in zwei Stichstraßen. Die südliche Stichstraße kam als Teil der Siedlung Ulmenhof am 22. September 1971 hinzu. |                                 |
| Verreshöhe           | 220                      | Anton Verres, sogenannter Kruppscher Beamter                 | 14. Okt. 1935       | Anton Verres wurde am 8. Mai 1836 in Bocholt geboren. Bei der Firma Krupp begann er 1864 als Konstrukteur, wurde 1865 Betriebsführer und 1890 Ressortchef des Bandagenwalzwerks und der Satzachsendreherei. Er starb am 18. März 1913 in Essen. Die Straße Verreshöhe liegt in der Kruppsiedlung Altenhof II und trug daher mit mehreren anderen Straßenzügen dort den Namen Altenhof II. |                                 |
| Vittinghoffstraße    | 950                      | Vittinghoff, alter Familienname                              | 16. Sep. 1910       | Der Stammsitz der Freiherren von Vittinghoff genannt Schell lag zwischen dem Schwarze-Lenen-Weg und der Vittinghoffstraße. Das Kapitel Rellinghausen erwarb es 1454 samt weiteren Höfen. Die Vittinghoffstraße, die zuvor Burgstraße hieß, zweigt nordöstlich der Heisinger Straße ab und führt in einem östlichen Bögen wieder auf diese zurück. |                                 |
| Von-Bodenhausen-Weg  | 330                      | Eberhard von Bodenhausen, Jurist, Kunsthistoriker, Manager   | 14. Okt. 1935       | Eberhard von Bodenhausen war Mitglied des Direktoriums der Firma Krupp in Essen und wurde 1918 Mitglied im Aufsichtsrat. Der Von-Bodenhausen-Weg liegt in der Kruppsiedlung Altenhof II und trug daher mit mehreren anderen Straßenzügen dort den Namen Altenhof II. |                                 |
| Von-Oerdingen-Weg    | 85                       | Heinrich von Oerdingen, sogenannter Kruppscher Beamter       | 21. Okt. 1938       | Heinrich von Oerdingen wurde am 26. Januar 1820 in Essen geboren. Bei der Firma Krupp war er mehr als 40 Jahre Dreher. Er starb am 29. September 1893 in Essen. Der Von-Oerdingen-Weg liegt in der Kruppsiedlung Altenhof II. |                                 |
| Waldblick            | 200                      | Lage am Stadtwald                                            | 1. Okt. 1920        | Die Straße Waldblick stellt in der Eyhofsiedlung eine kurze Verbindung im Bogen der Straße Waldsaum dar. |                                 |
| Waldsaum             | 1240                     | Lage am Stadtwald                                            | 30. Mai 1913        | Die Straße Waldsaum zweigt nördlich der Frankenstraße ab, führt um die Eyhofsiedlung nördlich herum und mündet wieder auf die Frankenstraße zurück. |                                 |
| Wehnertweg           | 85                       | Julius Wehnert, sogenannter Kruppscher Beamter               | 14. Okt. 1935       | Julius Wehnert wurde am 16. September 1820 in Insterburg geboren. 1857 war er Schlossermeister in der 1. Mechanischen Werkstatt und später zweiter Vorsteher des Schießplatzes der Firma Krupp in Essen. Er starb am 5. August 1892 in Essen. Der Von-Bodenhausen-Weg liegt in der Kruppsiedlung Altenhof II und trug daher mit mehreren anderen Straßenzügen dort den Namen Altenhof II. |                                 |
| Wiedfeldtstraße      | 210 (im Stadtteil)       | Otto Wiedfeldt, Politiker                                    | 6. Juli 1929        | Die Wiedfeldtstraße, die zuvor Waldstraße hieß, kommt im Norden aus Rüttenscheid, bildet ab der Heinrich-Held-Straße die Grenze zu Bredeney und führt im Süden ab der Straße Waldeck weiter in Bredeney. |                                 |
| Wittekindstraße      | 90 (im Stadtteil)        | Kriegserinnerung an Widukind (Wittekind), Herzog der Sachsen | 16. Sep. 1910       | Bis 1937 verlief die Wittekindstraße vom Bereich des heutigen Stadtwaldplatzes über den heutigen Straßenzug der Wittenbergstraße, dann der Straße Am Uhlenkrug folgend auf die heutige Wittekindstraße. Sie zweigt heute nördlich der Krupp-Siedlung Altenhof II westlich von der Wittenbergstraße ab und führt weiter nach Rüttenscheid. |                                 |
| Wittenbergstraße     | 1040 (im Stadtteil)      | Wittenberg, Hofname                                          | 25. Feb. 1937       | Der Hof Wittenberg, der im Norden des heutigen Stadtteils Stadtwald lag, gehörte in den Oberhof Viehof als fürstlich-essendischen Behandigungsgut. Die Eheleute Lindemann verkauften den Wittenbergskotten an der Essener Heide an den fürstlichen Rat Johann Waterfohr. Dieser überlässt ihn 1620 mit Zustimmung der Fürstäbtissin Maria Clara von Spaur den Eheleuten Winterseell gen. Wittenberg. Danach wurde der Hof über Generationen vom Vater an den Sohn vererbt. 1776 wurden Gertrud Wittenberg und ihr Gatte Heinrich Raupert mit dem Hof behandigt. Der ganze Bauer und Wirth Wittenberg sowie die Fürstin als Grundherrin werden 1795 genannt. Heinrich Heimann gen. Wittenberg wurde durch Ablösung der fiskalischen Lasten uneingeschränkter Eigentümer. Über ihn ging der Hof 1873 an Franziska Wittenberg gen. Schürmann und ihren Ehemann Joseph Kämper aus Katernberg. Kämper verkaufte 1908 den rund 26 Morgen großen Hof an die Stadtwerke-Terrain GmbH. Neben dem landwirtschaftlichen Betrieb scheint es seit Ende des 18. Jahrhunderts auch eine Gastwirtschaft gegeben zu haben. Der Hof wurde um 1911 abgerissen und die neue Gaststätte Uhlenkrug errichtet. Der Sportplatz von Schwarz-Weiß Essen befindet sich heute auf dem Platz des ehemaligen Hofs. Die Wittenbergstraße führt von Rüttenscheid kommend südwärts unter der Brücke des heutigen Radwegs auf der einstigen Bahnstrecke hindurch nach Stadtwald. In ihrem nördlichsten Teil von der Brücke zur Wittekindstraße war die Wittenbergstraße zuvor Teil der Veronikastraße. Weiter südlich trug sie den Namen Gebranderstraße. |                                 |
| Zeisigstraße         | 280                      | Zeisig, Vogelart                                             | 16. Sep. 1910       | Die Zeisigstraße, die zuvor Parallelstraße hieß, zweigt südlich der Frankenstraße ab und endet als Sackgasse. |                                 |

## Liste ehemaliger Straßennamen
Die Liste ehemaliger Straßennamen erhebt keinen Anspruch auf Vollständigkeit.
| Name                      | von           | bis           | umbenannt in (aktuell) | Herleitung                                        | Bemerkungen |
| ------------------------- | ------------- | ------------- | --- | ------------------------------------------------- | --- |
| Altenhof II               | 19. Sep. 1910 | 14. Okt. 1935 | → Breidbachweg → Büttnerstraße → Druschelpfad → Gantesweiler → Jüngstallee → Otto-Schnabel-Weg → Strouxpfad → Verreshöhe → Von-Bodenhausen-Weg | Krupp-Siedlung Altenhof II                        | Mehrere Straßenzüge in der Kruppsiedlung Altenhof II trugen zunächst einfach deren Namen. |
| Am Hang                   | 9. Okt. 1914  | 16. Dez. 1970 | → Am Wiedenfeld |                                                   | |
| Baldeneyer Straße         | vor 1907      | um 1915       | aufgehoben und überbaut | Schloss Baldeney                                  | Die Baldeneyer Straße zweigte südwestlich der Schellstraße ab und führte zur damaligen Bottlenbergstraße, heute Bottlenberg. |
| Bergisch-Märkische Straße | 4. Feb. 1904  | 16. Sep. 1910 | → Ahornstraße |                                                   | |
| Bottlenbergstraße         | 4. Feb. 1904  | 9. Juli 1915  | → Bottlenberg | Bottlenberg (Adelsgeschlecht)                     | Die Benennung erfolgte nach der Familie Bottlenberg gen. von Schirp auf Schloss Baldeney aus dem Adelsgeschlecht Bottlenberg. |
| Buchenstraße              | vor 1910      | um 1935       | aufgehoben und überbaut | Buche, Laubbaum                                   | Die Buchenstraße lag in der Krupp-Siedlung Altenhof II. Sie wich etwa um 1935 dem dritten Bauabschnitt des Siedlungsbaus. |
| Burgstraße                | 4. Feb. 1904  | 16. Sep. 1910 | → Vittinghoffstraße |                                                   | |
| Eyhof                     | 30. Mai 1913  | 11. Dez. 1931 | → Am Dönhof | Eyhof, Hofname                                    | |
| Friedrichstraße           | 4. Feb. 1904  | 16. Sep. 1910 | → Habichtstraße |                                                   | |
| Gebranderstraße           | 4. Feb. 1903  | 20. März 1968 | → Wittenbergstraße → teilweise aufgehoben und überbaut                                                                                         |                                                   | Die Gebranderstraße war zunächst eine Stichstraße, die nordöstlich der heutigen Wittenbergstraße über die heute dort befindliche Kleingartenanlage führte. Diese Stichstraße wurde nach 1955 aufgehoben und der Abschnitt zwischen den heutigen beiden Einmündungen der Straße Am Uhlenkrug mit Gebranderstraße bezeichnet. 1968 wurde dieser Bereich der Wittenbergstraße angegliedert. |
| Gebranntenstraße          | vor 1910      | vor 1927      | aufgehoben und überbaut |                                                   | Die Gebranntenstraße lag südlich der Krupp-Siedlung Altenhof II und führte von der Eichenstraße etwa zur späteren und heutigen Wittenbergstraße. Sie ist heute von der Kleingartenanlage überbaut. |
| Geierstraße               | 16. Sep. 1910 | 25. Feb. 1937 | → Stiftmühlenbrink |                                                   | 1910 wurde die Klosterstraße in Geierstraße und 1937 schließlich in Stiftmühlenbrink umbenannt. |
| Glockenbergstraße         | 4. Feb. 1903  | 16. Sep. 1910 | → Am Glockenberg |                                                   | Ein Teil der heutigen Straße Am Glockenberg hieß zuvor Glockenbergstraße. Die anderen Teile hießen Kurzestraße, Steinstraße und Stiftsstraße. |
| Hallohstraße              | 4. Feb. 1904  | 16. Sep. 1910 | → Fasanenstraße |                                                   | |
| Hochstraße                | 4. Feb. 1904  | 16. Sep. 1910 | → Drosselanger → Drosselstraße → Rüstermark |                                                   | |
| Hügelstraße               | 4. Feb. 1903  | 16. Sep. 1910 | → Lerchenstraße | Der Hügel, landschaftliche Erhebung               | Die landschaftliche Erhebung auf den nördlich des heutigen Baldeneysees befindlichen Ruhrhöhen in Bredeney nennt man Hügel. Hier erbaute Alfred Krupp 1873 die gleichnamige Villa Hügel mit dem Hügelpark. |
| Isenbergstraße            | 4. Feb. 1903  | 16. Sep. 1910 | → Schellstraße |                                                   | |
| Kellermannweg             | 4. Feb. 1903  | 19. Sep. 1925 | → Heidehang | Hof Kellermann                                    | Zum Hof Kellermann, siehe Kellermanns Busch. Der Kellermannweg wurde 1925 in Wachtelweg umbenannt und erhielt 1929 die heutige Bezeichnung Heidehang. |
| Kirchstraße               | 4. Feb. 1904  | 16. Sep. 1910 | → Bodelschwinghstraße |                                                   | Hier befindet sich die evangelische Kirche. |
| Klosterstraße             | 4. Feb. 1904  | 16. Sep. 1910 | → Stiftmühlenbrink |                                                   | 1910 wurde die Klosterstraße in Geierstraße und 1937 schließlich in Stiftmühlenbrink umbenannt. |
| Kreuzstraße               | 4. Feb. 1903  | 16. Sep. 1910 | → Bohrmühlental |                                                   | Die Kreuzstraße wurde 1910 Teil der Willenbergstraße und 1937 zur heutigen Straße Bohrmühlental. |
| Kuckuckstraße             | 4. Feb. 1904  | 16. Sep. 1910 | → Kuckucksrain → Bodelschwinghstraße → Forsthausstraße                                                                                         |                                                   | Die Kuckuckstraße verlief südlich des Rieswegs als Verlängerung der Forsthausstraße, zweigte zur heutigen Straße Kuckucksrain ab und knickte nach Norden ab über den südlichen Teil der heutigen Bodelschwinghstraße und endete wieder am Riesweg. |
| Kuhstraße                 | 4. Feb. 1903  | 16. Sep. 1910 | → Amselstraße | Kuh, weibliches Hausrind                          | Die ehemalige Kuhstraße, und damit die heutige Amselstraße, gehörte zum ursprünglichen Verlauf der Frankenstraße, bis diese vor 1875 mit geringerer Steigung in einem nördlichen Bogen drum herumgeführt wurde. Der gerade Straßenteil erhielt 1903 den Namen Kuhstraße, bevor er 1910 zur heutigen Amselstraße wurde. |
| Kurzestraße               | 4. Feb. 1903  | 16. Sep. 1910 | → Am Glockenberg |                                                   | Ein Teil der heutigen Straße Am Glockenberg hieß zuvor Kurzestraße. Die anderen Teile hießen Glockenbergstraße, Steinstraße und Stiftsstraße. |
| Ludgerusstraße            | 4. Feb. 1904  | 16. Sep. 1910 | → Bodelschwinghstraße | Liudger, Heiliger und Gründer des Klosters Werden | |
| Markenstraße              | 4. Feb. 1904  | 16. Sep. 1910 | → Eschenstraße → Platanenweg |                                                   | |
| Parallelstraße            | 4. Feb. 1904  | 16. Sep. 1910 | → Zeisigstraße |                                                   | |
| Pelikanstraße             | vor 1907      | vor 1920      | aufgehoben und überbaut | Pelikan, Vogelart                                 | Die Pelikanstraße verband die Habichtstraße mit der Ahornstraße und wurde durch die Eyhofsiedlung überbaut. |
| Ringstraße                | 4. Feb. 1904  | 16. Sep. 1910 | → Eschenstraße |                                                   | |
| Schwarze-Lenen-Straße     | um 1903       | 18. Feb. 1959 | → Schwarze-Lenen-Weg |                                                   | |
| Steeler Straße            | 4. Feb. 1903  | 16. Sep. 1910 | → Frankenstraße | Ehemalige Bürgermeisterei Steele                  | |
| Steinstraße               | 4. Feb. 1903  | 16. Sep. 1910 | → Am Glockenberg |                                                   | Ein Teil der heutigen Straße Am Glockenberg hieß zuvor Steinstraße. Die anderen Teile hießen Kurzestraße, Glockenbergstraße und Stiftsstraße. |
| Veronikastraße            | 6. Sep. 1897  | 25. Feb. 1937 | → Wittenbergstraße | Veronika, weiblicher Vorname                      | Die Benennung nach einem Vornamen erfolgte durch den in der Einleitung genannten Beschluss von 1895. Die Veronikastraße führte weiter in Rüttenscheid. Dort zweigt sie heute westlich der Wittenbergstraße ab und trägt dort noch ihren Namen. |
| Wachtelweg                | 19. Sep. 1925 | 6. Juli 1929  | → Heidehang | Wachtel, Vogelart                                 | Der Kellermannweg wurde 1925 in Wachtelweg umbenannt und erhielt 1929 die heutige Bezeichnung Heidehang. |
| Waldstraße                | 6. Aug. 1907  | 6. Juli 1929  | → Wiedfeldtstraße |                                                   | |
| Walpurgisstraße           | 26. Jan. 1906 | 16. März 1979 | → Im Walpurgistal | Walburga oder Walpurgis, weiblicher Vorname       | Die Benennung nach einem Vornamen erfolgte durch einen Rüttenscheider Beschluss von 1895. Die Walpurgisstraße wurde durch den Bau der Bundesautobahn 52 getrennt. In Rüttenscheid trägt sie weiter diesen Namen, in westlicher Richtung wurde sie in Im Walpurgistal umbenannt. |
| Wiedenfeldstraße          | vor 1907      | nach 1928     | aufgehoben und überbaut | Widumfeld, Flurname                               | Die Bezeichnung geht auf das Widumfeld zurück, wobei mit Widum oder Widem die Schenkung an eine Kirche gemeint war. Das Wiedenfeld lag im Bereich des 1677 errichteten Hagelkreuzes und gehörte zum Rellinghauser Pastorat. Die Wiedenfeldstraße verlief in westlicher Verlängerung der ehemaligen Geierstraße (heute Stiftmühlenbrink) parallel südlich der ehemaligen Bahnstrecke, heute Radweg, und bis etwa 1920 leicht nach Süden abknickend auf die Eschenstraße. In diesem Bereich wurde sie von der Eyhofsiedlung überbaut und endete an der ehemaligen Willenbergstraße. |
| Willenbergstraße          | 16. Sep. 1910 | 25. Feb. 1937 | → Bohrmühlental → Waldsaum |                                                   | Die Willenbergstraße, die in südlicher Richtung einst bis zur Amselstraße reichte, hieß zuvor Kreuzstraße und gehört seit 1937 im nördlichen Teil zur Straße Bohrmühlental und im südlichen Teil zur Straße Waldsaum. |